# Spelaeogammarus bahiensis
Spelaeogammarus bahiensis is een vlokreeftensoort uit de familie van de Artesiidae. De wetenschappelijke naam van de soort is voor het eerst geldig gepubliceerd in 1975 door da Silva Brun.